# Louis G. Henyey
Louis George Henyey (* 3. Februar 1910 in McKees Rocks, Pennsylvania; † 18. Februar 1970 in Berkeley, Kalifornien) war ein amerikanischer Astrophysiker.

## Leben
Henyey wuchs in Cleveland, Ohio, auf und machte dort an der Case School of Applied Science 1933 seinen Master. 1937 promovierte er am Yerkes-Observatorium der Universität Chicago mit einer mathematischen Doktorarbeit über Reflexionsnebel.
Er wurde 1947 als Assistenzprofessor an das Department of Astronomy der University of California, Berkeley, berufen und 1954 zum ordentlichen Professor ernannt.
In Berkeley wurde er der Leiter der Forschungsgruppe für Sternentwicklung.
Er setzte sich besonders für ein leistungsfähiges Rechenzentrum in Berkeley ein und wurde 1958 dessen erster Direktor.
Er starb 1970 unerwartet an einer Gehirnblutung.

## Werk
Bekannt ist Henyey wegen seiner Beiträge zu Sternaufbau und Sternentwicklung. Er war einer der ersten, der mit einem Computerprogramm die Sternentwicklung berechnete. Sein Verfahren zur Lösung partieller Differentialgleichungen wurde als die Henyey-Methode bekannt.
Der Verlauf der Entwicklung von Protosternen im Hertzsprung-Russell-Diagramm, der sich mit dem von ihm verwendeten Modell ergibt, wird als Henyey-Linie bezeichnet.
Da das Modell nicht die Konvektion in der Sternenhülle berücksichtigt, ist dies nur bei massenreichen Sternen bei Annäherung an die Hauptreihe eine gute Näherung.

## Ehrungen
1968 wurde Henyey in die National Academy of Sciences gewählt. Der Mondkrater Henyey (siehe Liste der Krater des Erdmondes/H) und der  Asteroid (1365) Henyey ist nach ihm benannt.